# تراموا مارسی
تراموا مارسی (فرانسوی: Tramway de Marseille‎) سیستم تراموا در شهر مارسی، فرانسه است.
این تراموا که در سال ۱۸۷۶ با قدرت حرکتی اسب راه‌اندازی در سال ۱۸۹۹ برقی شده است، تراموا فعلی دارای ۳ خط، ۳۲ ایستگاه و ۱۱.۵ کیلومتر طول می‌باشد.

## نگارخانه

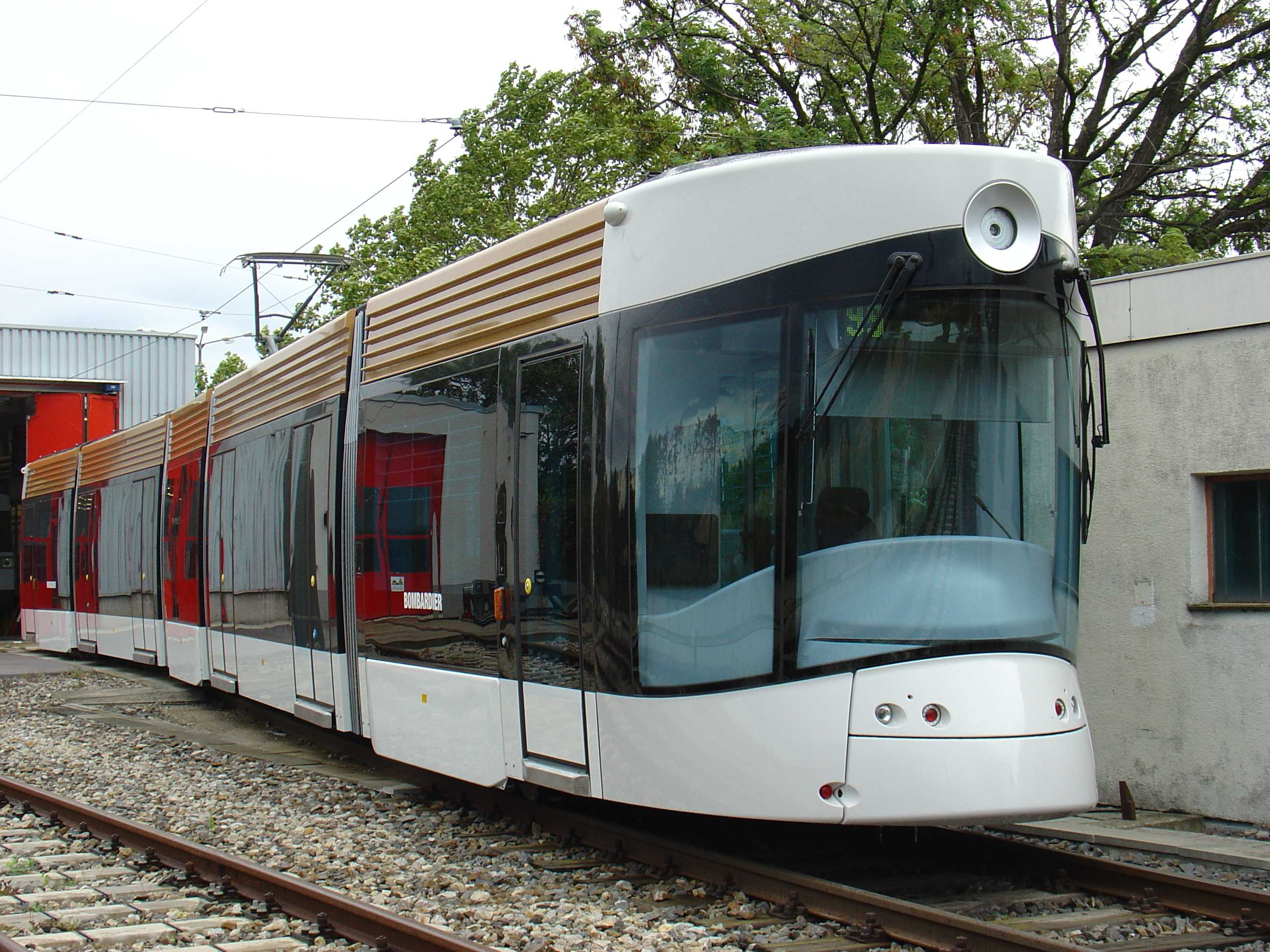
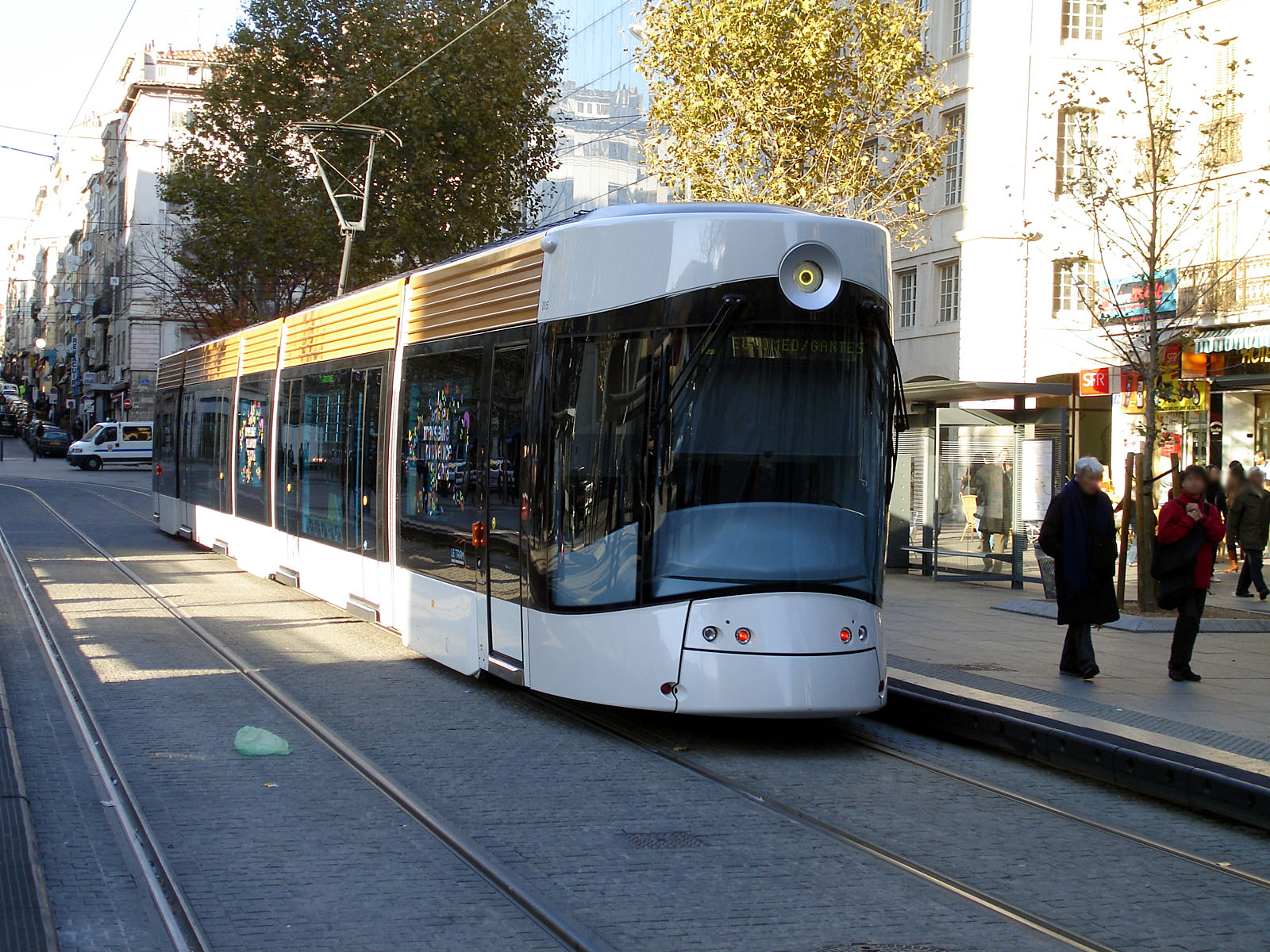
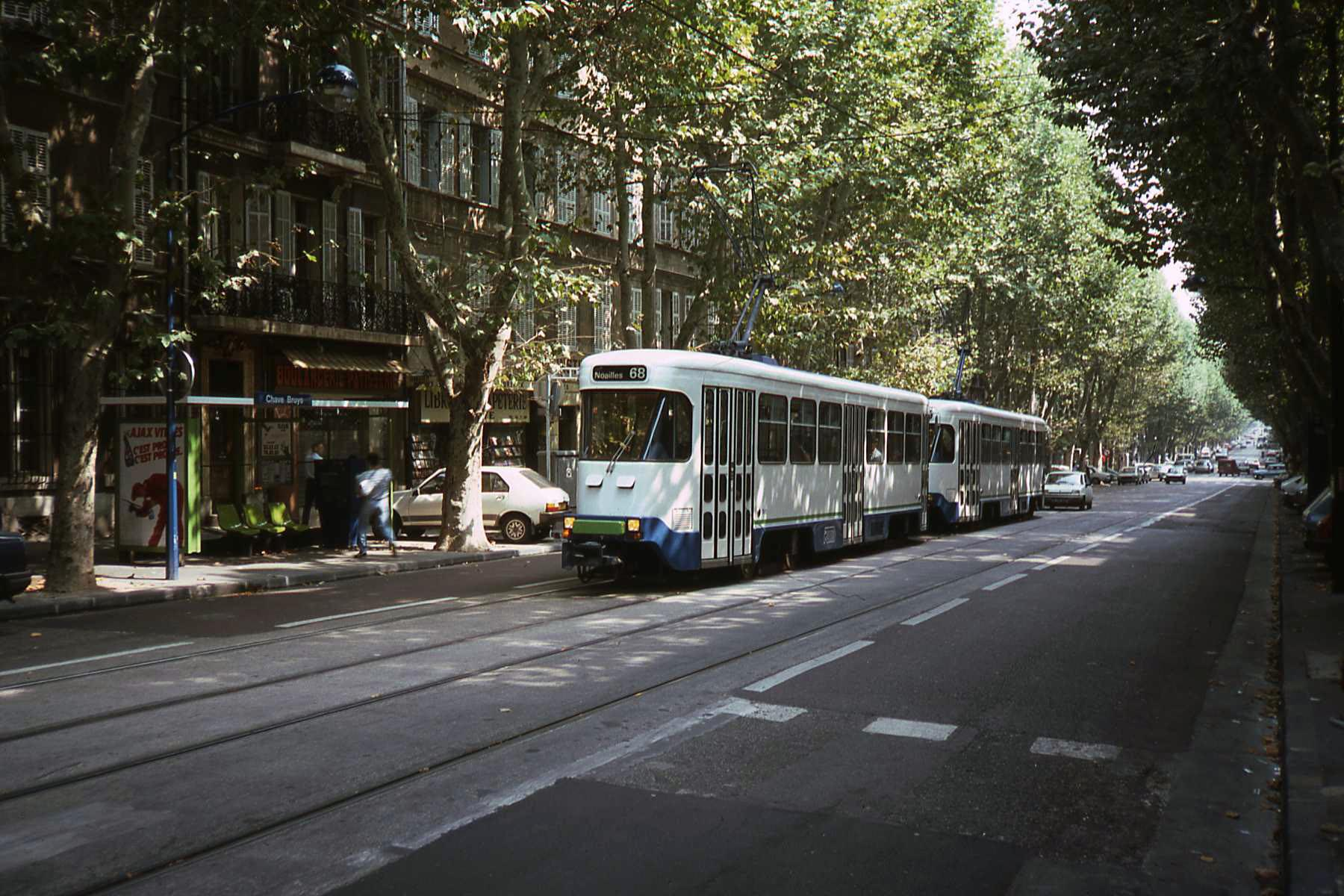
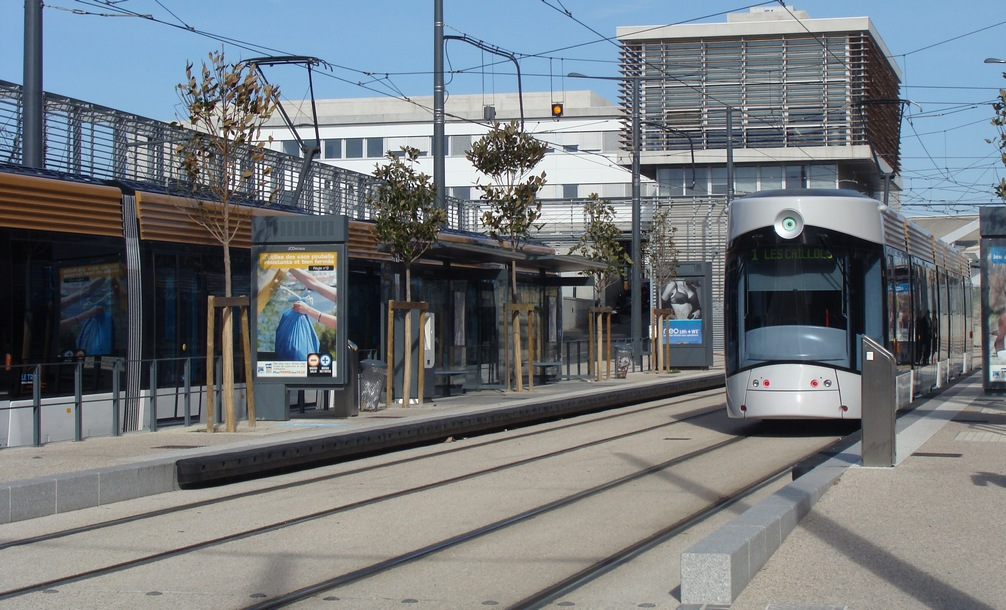
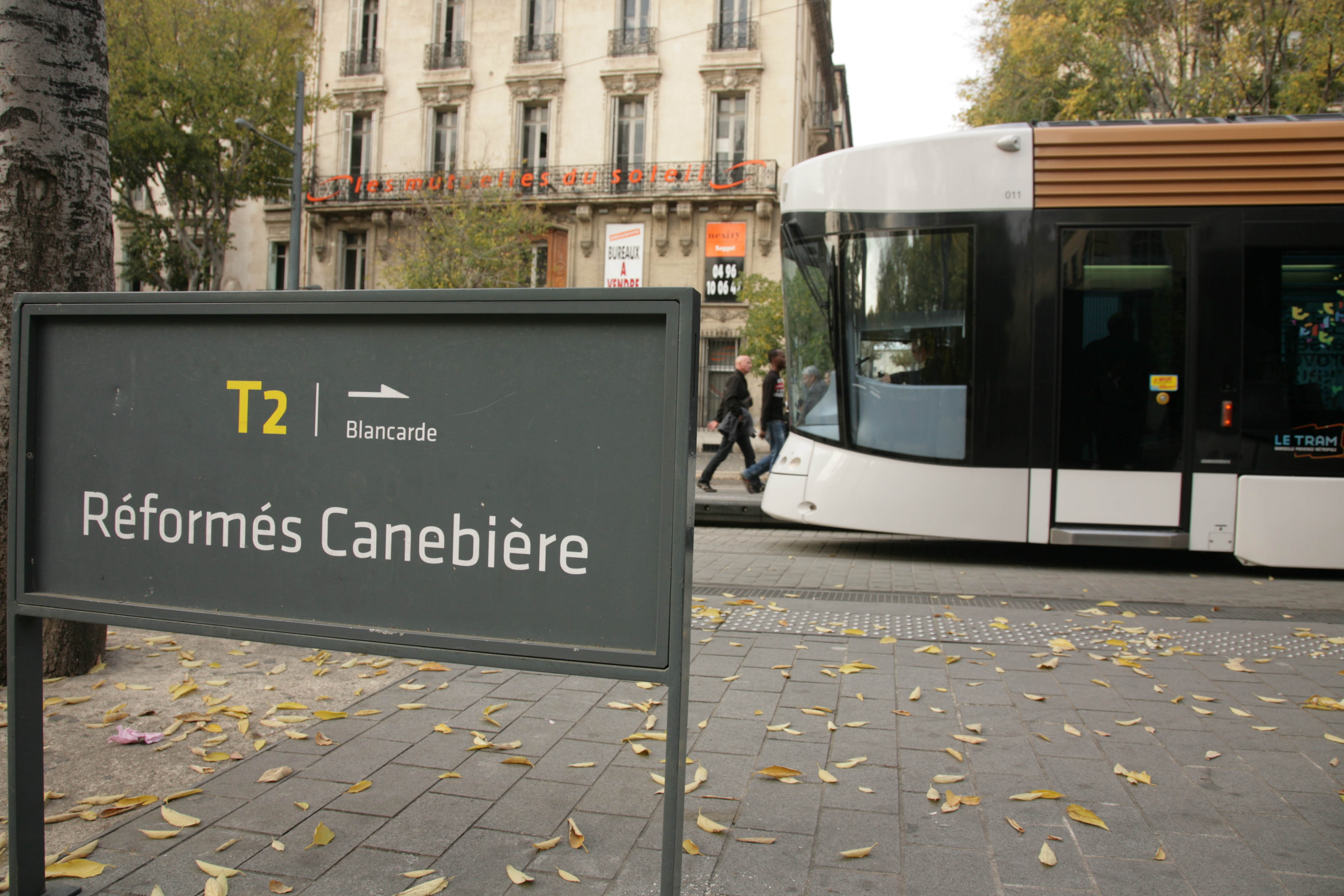